# Gene Morgan (Skilangläufer)
Gene Alexander Morgan (* 16. September 1944 in München) ist ein ehemaliger US-amerikanischer Skilangläufer.
Morgan, der für die Alaska Methodist University startete, errang in der Saison 1971/72 in Sapporo bei seiner einzigen Teilnahme an Olympischen Winterspielen den 24. Platz über 50 km und bei der Winter-Universiade 1972 in Lake Placid den zehnten Platz über 30 km. Zudem gewann er dort die Bronzemedaille mit der Staffel. Bei den Nordischen Skiweltmeisterschaften 1974 in Falun belegte er den 33. Platz über 30 km.